# ريك مارتيل
ريك مارتيل (بالإنجليزية: Rick Martel)، واسمه الحقيقي ريشتارد «ريك» فيغناولت، من مواليد 18 مارس 1956م، وهو مصارع محترف كندي سابق، شارك في بطولات المصارعة الحرة ومنها دبليو دبليو إف.

## وصلات خارجية
- ريك مارتيل على موقع IMDb (الإنجليزية)
- ريك مارتيل على موقع قاعدة بيانات الفيلم (الإنجليزية)
- ريك مارتيل على موقع دبليو دبليو إي (الإنجليزية)
- ريك مارتيل على موقع CageMatch worker (الإنجليزية)
- ريك مارتيل على موقع قاعدة بيانات المصارعة على الإنترنت (الإنجليزية)
- ريك مارتيل على موقع عالم المصارعة على الإنترنت (الإنجليزية)
- ريك مارتيل على موقع عالم المصارعة على الإنترنت (الإنجليزية)

- - Official Website
- - Interview with Tom Zenk